# Пам'ятник львівським броварям
Пам'ятник львівським броварям — пам'ятник броварям Львова, міста, де вперше в Україні почали варити пиво. Розташований з парного боку проспекту Свободи біля вежі крамарів. Відкритий 9 травня 2011 року на День міста. У тому ж році відомий французький сайт «Спадок годинникарства» визнав годинник на пам'ятнику одним з найоригінальніших у світі.
Пам'ятник встановлений за кошти Львівської пивоварні. Його висота 2,5 м. Це бронзова скульптура ченця-броваря з діжкою пива на плечі. На особовому торці діжки розміщений дзиґар, який кожного дня о 17:15 відтворює уривок гімну «Хто „Львівське“ п'є — 100 років проживе!», автором якого є відомий композитор Анатолій Кос-Анатольський у виконанні вокальної формації «Піккардійська Терція». Автор дзиґара — годинникар Олексій Бурнаєв. 
У відкритті пам'ятника взяли участь в.о. директора «Львівської пивоварні» Роман Головня, заступник мера Львова Василь Косів та автор фігури — Володимир Цісарик. Згодом сюжет пам'ятника доповнили невеликі чоловічки — «батяри», встановлені в різних куточках міста. У вересні 2012 року пам'ятник львівським броварям передано у власність територіальної громади міста Львова.